# 过把瘾
《过把瘾》是1993年首播八集中国电视剧，由赵宝刚执导，王志文、江珊、刘蓓等主演，李晓明、黑子编剧，改编自王朔《过把瘾就死》、《永失我爱》、《无人喝彩》三部小说。主演王志文、江珊都是因为《过把瘾》闻名全国，剧中方言（王志文饰）、杜梅（江珊饰）成为一对经典情侣形象。